# رناتو کاتانئو
رناتو کاتانئو (به ایتالیایی: Renato Cattaneo) بازیکن فوتبال و اهل ایتالیا است که از سال ۱۹۳۱ میلادی عضو تیم ملی فوتبال ایتالیا بوده و در ۲ بازی ملی حضور داشته‌است. او در بازی‌های ملی‌اش ۱ گل به ثمر رساند.
رناتو کاتانئو آخرین بازی ملی خود را در سال ۱۹۳۱ میلادی انجام داد.